# Wilhelm Steinitz

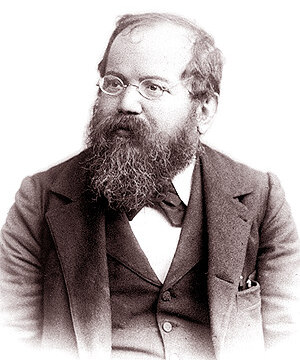
Wilhelm Steinitz

Wilhelm Steinitz, född 17 maj 1836 i Prag, död 12 augusti 1900, var en österrikisk-amerikansk schackspelare och den förste officielle världsmästaren 1886–1894. 

## Liv och död
Steinitz föddes i ett judiskt ghetto i Prag men flyttade 1858 till Wien i Österrike. Han var av judisk släkt. I Wien hoppades han kunna livnära sig som schackjournalist, men upptäckte snart att han själv hade en avsevärd spelstyrka. Detta bevisade han i några mindre turneringar och matcher. Senare bosatte han sig i England och ändrade då namn från Wilhelm till William. Mot slutet av sitt liv flyttade Steinitz med sin fru till USA, men drabbades så småningom av mentalt sammanbrott, eventuellt som en följd av syfilis. Han gick ur tiden år 1900 i en ålder av 64 år, totalt utblottad och psykiskt sjuk.
Endast vid ett tillfälle fick han träffa det stora schackgeniet Paul Morphy, som också var märkt av mental ohälsa, men de båda fick aldrig mäta sin spelstyrka mot varandra.

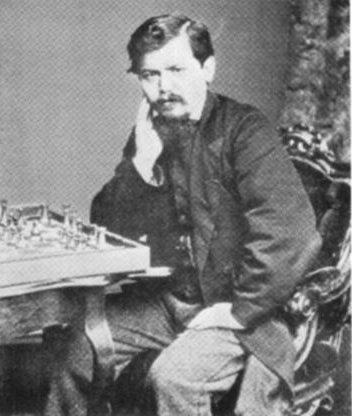
Steinitz 1866

## Schackkarriär
Steinitz betraktas som en av de första vetenskapliga schackteoretikerna som analytiskt förklarade schackspelet. Lite skämtsamt kallades han "en liten man med stora idéer", eftersom Steinitz var kort till växten. Emanuel Lasker, Steinitz' efterträdare som världsmästare, sade sig ha lärt mycket från honom, och besegrade också Steinitz i deras världsmästarmatch genom att ha tillämpat Steinitz egna teorier.
Steinitz schacktaktik utmärktes främst av positionsspel där man inte eftersträvar snabba angrepp, utan istället successivt kultiverar små fördelar. Steinitz ansåg sunt försvarsspel vara mer givande än angreppsspel. Steinitz brukar betraktas som det moderna schackets fader.
Hans första uppmärksammade schacktriumf inträffade 1866 då han i en match besegrade den då starkaste spelaren (bortsett från Paul Morphy), den tyske matematikprofessorn Adolf Anderssen.
Han deltog sedan i de stora schackturneringarna men hade sin främsta styrka i matchspel. Sålunda besegrade han Henry Bird, Joseph Blackburne och Johannes Zukertort i inofficiella VM-matcher. Officiell världsmästare, blev han 1886 då han återigen besegrade Zukertort. Han försvarade sedan sin titel mot Michail Tjigorin (två gånger) och Isidor Gunsberg, innan han fick lämna ifrån sig VM-titeln efter en förlust mot Emanuel Lasker.
Steinitz innehar ett svårslaget rekord genom att vinna 25 partier i rad under en tidsperiod på nio år. Han var också en tämligen hetlevrad person, som ibland avreagerade sig på konkurrenterna i sina schackspalter. Vid ett tillfälle i London 1867 kom det också till ett fysiskt handgemäng med Blackburne under ett parti.